# VHD soubor
Virtual Hard Disk, zkráceně VHD je soubor s vnitřní strukturou identickou jako má fyzický pevný disk. Typické je jeho užití v podobě virtualizačních řešeních a balíčcích (Virtual appliance). Pro tento formát souborů se používá v systémech Windows přípona souboru .VHD.

## Formát souboru
Formát souboru vytvořila původně společnost Connectix, kterou kvůli Virtual PC Microsoft koupil. Od června 2005 je specifikace VHD k dispozici na stránkách díky iniciativě Microsoft Open Specification Promise.

## Použití
Soubor VHD využívají zejména virtualizační nástroje společnosti Microsoft Virtual PC, Virtual Server 2005 a Hyper-V. 
Od uvedení systému Windows Vista a Windows Server 2008 je formát VHD používán nativně jakou součást řešení zálohování těchto systémů. Nástroj Windows Backup (včetně zálohy Complete PC Backup) v systémech od Windows Vista používá pro ukládání záloh soubor VHD.
Windows 7 (verze Enterprise a Ultimate) a Windows Server 2008 R2 umožňuje použít VHD soubor jako virtuální pevný disk pro instalaci systému Windows do tohoto disku. Uživatel může tak mít několik virtuálních disků VHD s více nezávislými systémy.